# Orson Welles
George Orson Welles (n. 6 mai 1915, Kenosha, Wisconsin, SUA – d. 10 octombrie 1985, Los Angeles, California, SUA) a fost un regizor de film și teatru, actor, scenarist, distribuitor și producător american. Fiind considerat un copil minune, a studiat diversele arte ale divertismentului și spectacolului, ca să ajungă să exceleze în cele mai multe dintre ele.

## Prezentare generală
La vârsta de 21 de ani, Welles a regizat producții pentru Federal Theatre Project din New York City, începând cu o adaptare a operei Macbeth din 1936, având o distribuție afro-americană, și terminând cu musicalul politic The Cradle Will Rock în 1937. El și John Houseman au fondat Mercury Theatre , o companie independentă de teatru care a prezentat producții pe Broadway până în 1941. 
A devenit faimos pe plan național după emisiunea radio din 30 octombrie 1938 în care a lecturat Războiul lumilor al lui H. G. Wells, provocând panică printre auditori. Este cunoscut în special pentru clasicul său film din 1941 Cetățeanul Kane, care a fost nominalizat în 1942 la Premiile Oscar pentru cel mai bun film, cel mai bun scenariu și cel mai bun actor. Dar și pentru rolul lui Falstaff, interpretat în 1965, în filmul cu același nume.

## Filmografie

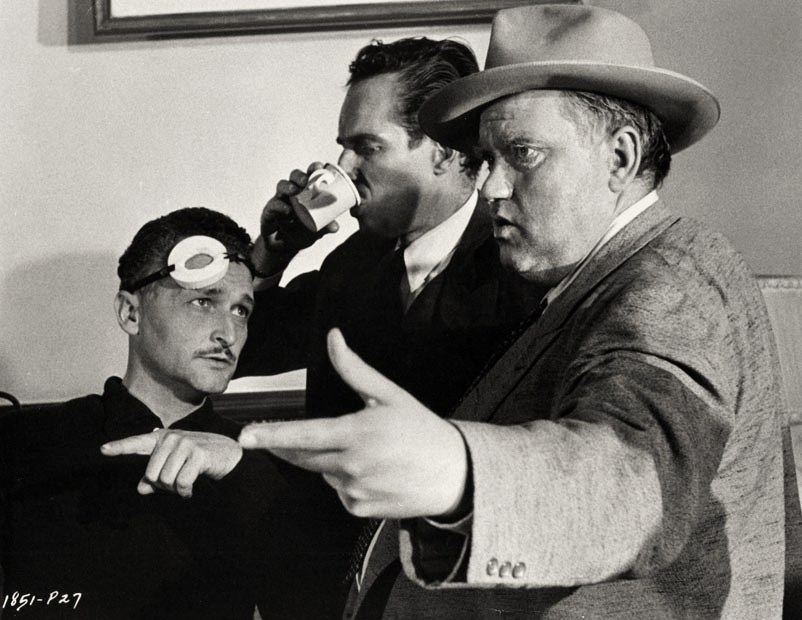
Welles pe platoul de filmare Touch of Evil, 1957

### Ca actor
- 1958 Lunga vară fierbinte (The Long, Hot Summer), regia Martin Ritt
- 1960 Austerlitz (Austerlitz), regia Abel Gance

### Ca regizor
Lungmetraje
- Cetățeanul Kane (1941)
- Splendoarea Ambersonilor (1942)
- Străinul (1946)
- Doamna din Shanghai (1947)
- Macbeth (1948)
- Othello (1951)
- Dosar secret (1955)
- Stigmatul răului (1958)
- 1962 Procesul (The Trial)
- Falstaff (Campanadas a medianoche, 1965)
- The Immortal Story (1968)
- F for Fake (Vérités et mensonges, 1973)
- Filming Othello (1978)
- The Other Side of the Wind (2018)

Scurtmetraje
- Twelfth Night (1933)
- The Hearts of Age (1934)
- Citizen Kane trailer (1940)
- Around the World (film pierdut, 1946)
- The Miracle of St. Anne (film pierdut) (1950)
- Magic Trick (1953)
- The Dominici Affair (1955)
- Portrait of Gina (1958)
- An Evening with Orson Welles (1970)
- Orson's Bag (1968–69)
  - conține Vienna (1968)
  - The Merchant of Venice (1969)
  - One Man Band, aka London (1968–1971)
- Moby Dick (1971)
- Orson Welles' Magic Show (1976–1985)
- The Spirit of Charles Lindbergh (1984)

## Premii
Welles a primit numeroase distincții, inclusiv un premiu Oscar , un premiu Peabody și un premiu Grammy , precum și nominalizări la un premiu BAFTA și un premiu Globul de Aur. Printre distincțiile sale se numără premiul AFI pentru întreaga carieră în 1975. Welles a fost decorat cu Legiunea de Onoare a Franței în 1982.